# Électricité en Eswatini
L'électricité en Eswatini est un secteur en développement caractérisé par une forte dépendance aux importations d'énergie et une transition vers les énergies renouvelables. L'Autorité de régulation de l'énergie d'Eswatini (ESERA) est l'organisme de régulation statutaire établi par la Loi de régulation de l'énergie de 2007 (Loi n°2 de 2007). Le pays, bien qu'ayant une capacité de production locale limitée, affiche un taux d'électrification de 85%, l'un des plus élevés d'Afrique subsaharienne.

## Organisation du secteur

### Cadre réglementaire
L'Autorité de régulation de l'énergie d'Eswatini (ESERA) administre la Loi sur l'électricité de 2007 (Loi n°3 de 2007), avec pour responsabilités principales l'exercice du contrôle sur l'industrie de l'approvisionnement électrique et la régulation de la génération, transmission, distribution, fourniture, utilisation, importation et exportation d'électricité en Eswatini.

### Opérateur principal
La Compagnie d'électricité d'Eswatini (EEC) est engagée dans les activités de génération, transmission et distribution d'électricité dans le Royaume d'Eswatini. Son expertise technique dans l'industrie électrique est bien reconnue, particulièrement dans le Royaume d'Eswatini et la région SADC.

## Capacité de production

### Capacité installée
Eswatini dispose d'une capacité installée et opérationnelle de 71 MW détenue et exploitée par la Compagnie d'électricité d'Eswatini (EEC) contre une demande de pointe de 234 MW. Cette capacité se répartit comme suit :
- Environ 60,4 MW d'hydroélectricité
- Environ 10 MW de solaire photovoltaïque couplé à un système de stockage par batteries de 1 MW[6].

### Centrales hydroélectriques
La compagnie dispose de quatre centrales hydroélectriques : Edwaleni (15 MW), Maguga (20 MW), Ezulwini (20 MW) et Maguduza (5,6 MW).

### Secteur privé
En complément, il existe environ 105 MW de capacité installée de centrales électriques privées alimentées principalement par la bagasse et les copeaux de bois, qui fournissent largement de l'électricité en autoconsommation.

## Production et consommation

### Production locale
En 2022, le pays ne génère que 287 000 kilowatts, une production très inférieure aux besoins nationaux.

### Consommation énergétique
En 2022, le pays consomme approximativement 1,344 milliard de kilowattheures (kWh), ce qui révèle un important déficit de production locale.

### Dépendance aux importations
Cette situation résulte en une dépendance aux importations pour plus de la moitié de ses besoins énergétiques. Eswatini s'appuie significativement sur les importations d'énergie, principalement du Mozambique et d'Afrique du Sud.

## Accès à l'électricité

### Taux d'électrification national
Le secteur de l'électrification a connu une progression remarquable. Avec un taux d'électrification global de 85% (PNUD Eswatini, 2024), Eswatini affiche l'un des taux d'accès à l'électricité les plus élevés d'Afrique subsaharienne, se classant deuxième en Afrique australe.

### Évolution historique
Le taux d'électrification nationale a fait des progrès notables, avec plus de 82% de la population ayant accès à l'électricité, une augmentation substantielle par rapport à seulement 20% en 2001.

## Mix énergétique

### Énergies renouvelables
L'hydroélectricité est la source principale d'électricité dans le pays. Le gouvernement développe également l'énergie solaire avec des installations couplées à des systèmes de stockage.

### Transition énergétique
Un contexte a émergé dans lequel le saut technologique apparaît pertinent pour Eswatini, à la fois en termes de passage direct aux systèmes d'énergie renouvelable en l'absence de sa propre infrastructure de production d'électricité et d'avancement de l'indépendance énergétique.

### Défis de la transition
Cependant, il existe des défis avec ce modèle en relation avec la génération d'électricité, le stockage, la maintenance et l'accessibilité financière.

## Infrastructure électrique

### Réseau de transport et distribution
Les infrastructures comprennent des lignes de transmission et de distribution existantes et futures allant de 33kV à 400kV. Des interconnexions transfrontalières avec l'Afrique du Sud et le Mozambique sont également présentes.

### Types d'installations
Les sites de génération d'électricité comprennent le gaz naturel, le charbon, l'hydroélectricité, le solaire (PV), la biomasse/biogaz et biomasse & charbon. Les sites de génération sont marqués avec des cercles de différentes tailles pour montrer les sites de 1-9MW, 10-99MW, 100-499MW et 500MW et plus.

## Défis du secteur

### Problèmes de fiabilité
Bien qu'Eswatini ait l'un des taux d'accès à l'électricité les plus élevés, des problèmes de fiabilité persistent, affectant la qualité du service électrique.

### Déficit de production
Le principal défi reste le déficit important entre la production locale (71 MW opérationnels) et la demande de pointe (234 MW), nécessitant des importations massives pour répondre aux besoins énergétiques.

### Dépendance régionale
La forte dépendance aux importations depuis les pays voisins expose Eswatini aux fluctuations des prix de l'énergie et aux risques de sécurité d'approvisionnement.

## Perspectives d'avenir

### Potentiel des énergies renouvelables
Reconnaissant le moment de transition pour Eswatini, il existe un potentiel pour que le pays franchisse directement l'utilisation des combustibles fossiles vers la génération d'énergie renouvelable.

### Développement de l'indépendance énergétique
La Compagnie d'électricité d'Eswatini (EEC) a entrepris des initiatives pour développer les capacités locales de production d'énergie renouvelable dans l'objectif de réduire la dépendance aux importations.

## Commerce régional de l'électricité
Eswatini participe activement aux échanges énergétiques régionaux de la SADC (Communauté de développement d'Afrique australe), important massivement l'électricité depuis l'Afrique du Sud et le Mozambique pour combler son déficit de production.

## Réglementation
Le cadre légal du secteur électrique d'Eswatini repose sur :
- La Loi de régulation de l'énergie de 2007 (Loi n°2 de 2007)
- La Loi sur l'électricité de 2007 (Loi n°3 de 2007)[25].

Ces textes définissent les responsabilités de l'ESERA et encadrent les activités du secteur électrique national.